# جون باري
جون باري (بالإنجليزية: Jon Barry)‏ مواليد 25 يوليو 1969 في أوكلاند، هو لاعب كرة سلة أمريكي سابق ومحلل تلفزيوني حاليا. بدأ مسيرته الاحترافية في سنة 1992 وحمل الرقم 17, 20. يبلغ طوله 6 قدم 4 بوصة (1.9 م). اعتزل اللعب في 2006.

## فرق لعب لها
- ميلووكي باكز
- غولدن ستايت ووريورز
- أتلانتا هوكس
- لوس أنجلوس ليكرز
- سكرامنتو كينغز
- ديترويت بيستونز
- دنفر ناغتس
- هيوستن روكتس

## روابط خارجية
- جون باري على موقع إن بي أي (الإنجليزية)
- جون باري على موقع سبورتس رفرنس (الإنجليزية)
- جون باري على موقع كرة السلة الأوروبية.كوم (الإنجليزية)
- جون باري على موقع كلية كرة السلة في سبورتس رفرنس.كوم (الإنجليزية)
- جون باري على موقع ريلجم (الإنجليزية)
- جون باري على موقع بروبوليرز (الإنجليزية)